# 2MASS J12312141+4959234
2MASS J12312141+4959234 ist ein L-Zwerg im Sternbild Jagdhunde. Er wurde 2007 von Kelle L. Cruz et al. entdeckt. Er gehört der Spektralklasse L2 an.